# 25116 Jonathanwang
25116 Jonathanwang este un asteroid din centura principală de asteroizi.

## Descriere
25116 Jonathanwang este un asteroid din centura principală de asteroizi. A fost descoperit pe 14 septembrie 1998 la Socorro, New Mexico, în cadrul proiectului LINEAR. Asteroidul prezintă o orbită caracterizată de o semiaxă mare de 2,32 ua, o excentricitate de 0,19 și o înclinație de 2,9° în raport cu ecliptica.